# Zračna luka Václava Havela
Zračna luka Václava Havela (IATA: PRG, ICAO: LKPR; češ. Letiště Václava Havla Praha), ranije Međunarodna zračna luka Prag-Ruzyně (češ. Mezinárodní Letiště Praha-Ruzyně) je zračna luka koja opslužuje Prag. Udaljena je 17 km sjeverozapadno od središta grada, a čvorište je za domaće zrakoplovne aviolinije. 

## Povijest
Zračna luka je 5. travnja 1937. godine. Od 5. listopada 2012. nosi novo ime u čast bivšeg predsjednika Češke Václava Havela. Od tada se zove Zračna luka Václava Havela (češ. Letiště Václava Havla Praha). Ideja o promjeni naziva zračne luke zasnovana je na peticiji, pokrenutoj poslije smrti predsjednika, u prosincu 2011.
Na aerodromu se nalazi 3 terminala: Terminal 1 služi za letove van Šengenskog prostora, Terminal 2 za letove među Šengenske države i Terminal 3, koja se nalazi na južnoj strani aerodroma i služi za privatne letove. Trenutno se preko 50 aviokompanija služi Zračnom lukom u Pragu. Godine 2008. godine na aerodromu je bilo oko 2.300 zaposlenih, i još oko 15.000 zaposlenih sa strane razne tvrtke koje se nalaze na aerodromu. Kroz aerodrom je 2011. godine prošlo 11,149,926 putnika.

## Vanjske poveznice
- Službena stranica (engl.)